# Tripatouillage constitutionnel
 (décembre 2024).
Le tripatouillage constitutionnel est une expression utilisée en Afrique francophone pour désigner le fait de faire modifier la constitution d'un pays pour sauvegarder des intérêts personnels, en particulier le maintien au pouvoir d'un chef d'État en prolongeant la durée de son mandat ou en modifiant le nombre maximal de mandats. Le phénomène existe aussi en Afrique anglophone et lusophone.

## Analyse
Ces modifications controversées se sont multipliées  à partir de l'an 2000. En effet, elles font suite à la vague de démocratisation entamée à partir des années 1990, à la chute du mur de Berlin qui a vu l'effondrement de régimes autoritaires soutenus par le bloc de l'Est et l'instauration, dans un premier temps, de régimes autorisant le pluralisme politique. Des résistances au processus démocratique ont commencé à apparaître lorsque le pouvoir en place a été menacé par l'alternance politique.
En l'absence de cours ou de conseils constitutionnels, et d'une opposition suffisamment structurée, le pouvoir exécutif peut lors d'un scrutin effectuer des modifications fondamentales de la constitution d'un pays.
En devenant un outil utilisé par certains dirigeants pour pérenniser leur mandat ou asseoir celui de leur successeur légitime, ces mutations constitutionnelles constitueraient une des principales sources de conflit en Afrique francophone,. Ces modifications du texte constitutionnel entraînent sa dévalorisation et remet en cause sa légitimité.
Le sujet a été évoqué à la tribune de l'ONU par le président nigérian Muhammadu Buhari en septembre 2022.
Selon Nicolas Van de Walle qui a étudié le phénomène depuis la fin du XXe siècle, la volonté des dirigeants africains de consolider leur pouvoir est à l'origine de ces manipulations des constitutions.
Selon Joseph Keneck-Massil, après la prédominance des régimes d'autocratie et parti unique des années 1970-1980, souvent arrivés au pouvoir par la force, les tentatives de renforcement du pouvoir présidentiel depuis les années 2000 doivent prendre une apparence légale et constitutionnelle, ce qui a d'autant plus de chances de réussir que le pays dispose de ressources naturelles exportables assurant au pouvoir en place une autonomie financière : dans le cas contraire, les sanctions internationales et la suspension de l'aide au développement peuvent entraîner l'échec du processus. Les tentatives de prolongation du pouvoir présidentiel ont tendance à échouer plus souvent dans les pays de common law anglophone, Malawi, Nigeria, Zambie, que dans les pays de droit civil. La structuration de la société civile et notamment des Églises joue aussi dans le sens du respect des règles démocratiques et de la limitation des mandats.
La question de l'extension de la réégibililité du président n'est généralement pas abordée pendant son premier mandat mais fait l'objet de consultations répétées pendant son deuxième mandat pour aboutir un an ou deux avant l'échéance électorale ; ensuite, elle peut être renouvelée indéfiniment jusqu'à ce que le président soit renversé par une rébellion, comme Mobutu Sese Seko après 32 ans de pouvoir et Blaise Compaoré après 28 ans.
En 2024, l'expression sort de son contexte africain et est utilisé par la rédaction du Nouvel Observateur pour dénoncer des changements constitutionnels permettant les dérives autocratiques en Russie.

## Liste des modifications ou tentatives de modification de constitutions africaines à des fins électorales auXXIesiècle
- Au Malawi, en 2002, le Président Bakili Muluzi veut briguer un 3e mandat. Le parlement s'y oppose avec l'appui de l'opposition et des Églises[10].
- Au Kenya en novembre 2005, un projet de changement constitutionnel renforçant les pouvoirs du président Mwai Kibaki est repoussé par référendum par 58% des voix[8],[11].
- Au Nigeria en 2006, une tentative de modification de la limitation du nombre de mandats est repoussée[8].
- Le président tchadien Idris Deby Itno, élu depuis 1990, fait disparaître en 2005 la limitation à deux quinquennats présidentiels[10]. La même année, en Ouganda, Yoweri Museveni[10] fait lever toute restriction au nombre maximal de mandats.
- En 2008, le Président du Cameroun, Paul Biya fait abroger le nombre maximal de mandat pour un candidat à l'élection présidentielle. En 2018, à 85 ans, il entame son septième mandat[10].
- En Algérie, la réforme constitutionnelle de 2008 modifie la Constitution algérienne de 1996 de façon à supprimer la limite des deux mandats présidentiels et permet à Abdelaziz Bouteflika de se maintenir au pouvoir.
- Crise institutionnelle de 2009 au Niger : face à l'impossibilité de réformer la Constitution à son avantage[12], le président Tandja dissout l'Assemblée nationale avant d'être renversé par un coup d'État en 2010.
- Le parlement soutenant Ismaël Omar Guelleh, adopte, en 2010, une révision constitutionnelle. Toute limitation du nombre de mandats présidentiels est supprimée[10].
- En Angola, les réformes constitutionnelles de 2010 et 2021 renforcent les pouvoirs du président de la République qui nomme directement les ministres et la plupart des hauts fonctionnaires, y compris les magistrats du Conseil constitutionnel. Depuis 2021, il peut proclamer l'état d'urgence et suspendre les libertés[13].
- Le président burkinabé Blaise Compaoré est contraint à l'exil en octobre 2014, à la suite du soulèvement généré par son projet de modification de la Constitution en vue de lui permettre son maintien à la présidence, après 27 ans d'exercice du pouvoir[10].
- En mai 2015, le président du Burundi Pierre Nkurunziza fait modifier la Constitution avec l'aval du Conseil constitutionnel pour pouvoir briguer un troisième mandat, ce qui cause une tentative de coup d'État et ouvre la crise burundaise de 2015[8].
- En octobre-novembre 2015, le président congolais Denis Sassou-Nguesso fait modifier la Constitution du Congo-Brazzaville pour assurer son maintien au pouvoir[10]. Il s'ensuit des manifestations dans les deux principales villes du pays, durement réprimée par le pouvoir en place[14].
- En Algérie, la révision constitutionnelle algérienne de 2016 modifie la Constitution algérienne de 1996 de façon à rétablir la limite des deux mandats présidentiels, mais permet à Abdelaziz Bouteflika de faire deux mandats supplémentaires en remettant à zéro le nombre de mandats déjà accomplis.
- Paul Kagame peut se présenter à un nouveau mandat en 2017 à la suite de la révision de la Constitution rwandaise de 2015[10].
- Au Mali, la modification de la constitution de 2017[15], permettant au Président Ibrahim Boubakar Keïta de faire modifier la constitution avec l'aval du parlement acquis à sa cause plutôt que par référendum.
- Le Président des Comores Azali Assoumani, obtient lors du référendum de 2018, la possibilité de briguer un second mandat à la présidence de l'archipel[10].
- Révision de la constitution togolaise de 2019 : le Président Faure Gnassimbé, qui exerce le pouvoir au Togo depuis le décès de son père Étienne Eyadéma Gnassingbé, pourra se maintenir au pouvoir jusqu'en 2030, ses précédents mandats n'étant pas comptabilisés rétroactivement, malgré le changement de constitution[16].
- La constitution ivoirienne actuelle a été adoptée par référendum en octobre 2016. Face à l'annonce par le président Alassane Ouattara  d'une nouvelle réforme constitutionnelle peu avant les élections de 2020, les opposants parlent de tripatouillage constitutionnel[17] et la présidence française s'en inquiète[18], de même qu'elle s'inquiète du référendum organisé en Guinée porté par le Président Alpha Condé qui entend ainsi pouvoir briguer un 3e mandat. Cette modification bloquerait, selon ses opposants, l'alternance politique dans le pays[19].

### Études universitaires sur le sujet
- Matthieu Fau-Nougaret, « Manipulations constitutionnelles et coup d’Etat constitutionnel en Afrique francophone », sur Afrilex (Université de Bordeaux), 1er janvier 2016 (consulté le 13 décembre 2024)
- Céline Thiriot, « Transitions politiques et changements constitutionnels en Afrique », dans Le phénomène constituant : Un dialogue interdisciplinaire, Presses de l’Université Toulouse Capitole, coll. « Actes de colloques de l’IFR », 2017, 29–49 p. (ISBN 978-2-37928-062-7, lire en ligne)
- Ibrahima Diallo, « Pour un examen minutieux de la question des révisions de la constitution dans les états africains francophones. », sur Afrilex (Université de Bordeaux), 7 octobre 2019 (consulté le 13 décembre 2024)
- (en) Gloppen, Siri, Gerzso, Thalia et van de Walle, Nicolas, « Legal Strategies: Constitutional, Administrative, Judicial, and Discursive Lawfare », OUP Academic,‎ 31 décembre 2022 (DOI 10.1093/o, lire en ligne, consulté le 13 décembre 2024)
- Joseph Keneck-Massil, « Changement constitutionnel et durée au pouvoir en Afrique : une approche économique », Revue d'Économie politique, Dalloz, vol. 129,‎ janvier 2019, p. 105-135 (lire en ligne, consulté le 21 décembre 2024)

### Essais
- (en) Michael Bratton et Nicolas Van de Van de Walle, Democratic Experiments in Africa: Regime Transitions in Comparative Perspective, Cambridge University Press, 13 août 1997 (ISBN 978-0-521-55612-5, lire en ligne), p. 111-258
- « Approaches to Africa's Permanent Crisis », dans African Economies and the Politics of Permanent Crisis, 1979–1999, Cambridge University Press, coll. « Political Economy of Institutions and Decisions », 2001, 20–63 p. (ISBN 978-0-521-80364-9, lire en ligne)

- Nassirou Worou, L’ère équivoque : manipulation, jeunesse sacrifiée et révolution en réseau, Le Lys Bleu Éditions, 2 octobre 2024 (ISBN 979-10-422-4198-8, lire en ligne)